# Quiina indigofera
Quiina indigofera är en tvåhjärtbladig växtart som beskrevs av Noel Yvri Sandwith. Quiina indigofera ingår i släktet Quiina och familjen Ochnaceae. Inga underarter finns listade i Catalogue of Life.